# Natasha Bradley
Pour les articles homonymes, voir Bradley.
Natasha Bradley, née en 1997, est une coureuse cycliste britannique spécialiste de VTT four-cross.

## Palmarès en VTT

### Championnats du monde
- Val di Sole 2015
  - 8e du four cross
- Val di Sole 2017
  - 4e du four cross
- Val di Sole 2018
  -  Médaillée d'argent du four cross
- Val di Sole 2019
  -  Médaillée d'argent du four cross

### Autres
- 2015
  - Fort William (four-cross)
- 2017
  - Fort William (four-cross)
- 2019
  - Fort William (four-cross)